# Philomenakapelle (Salzburg)

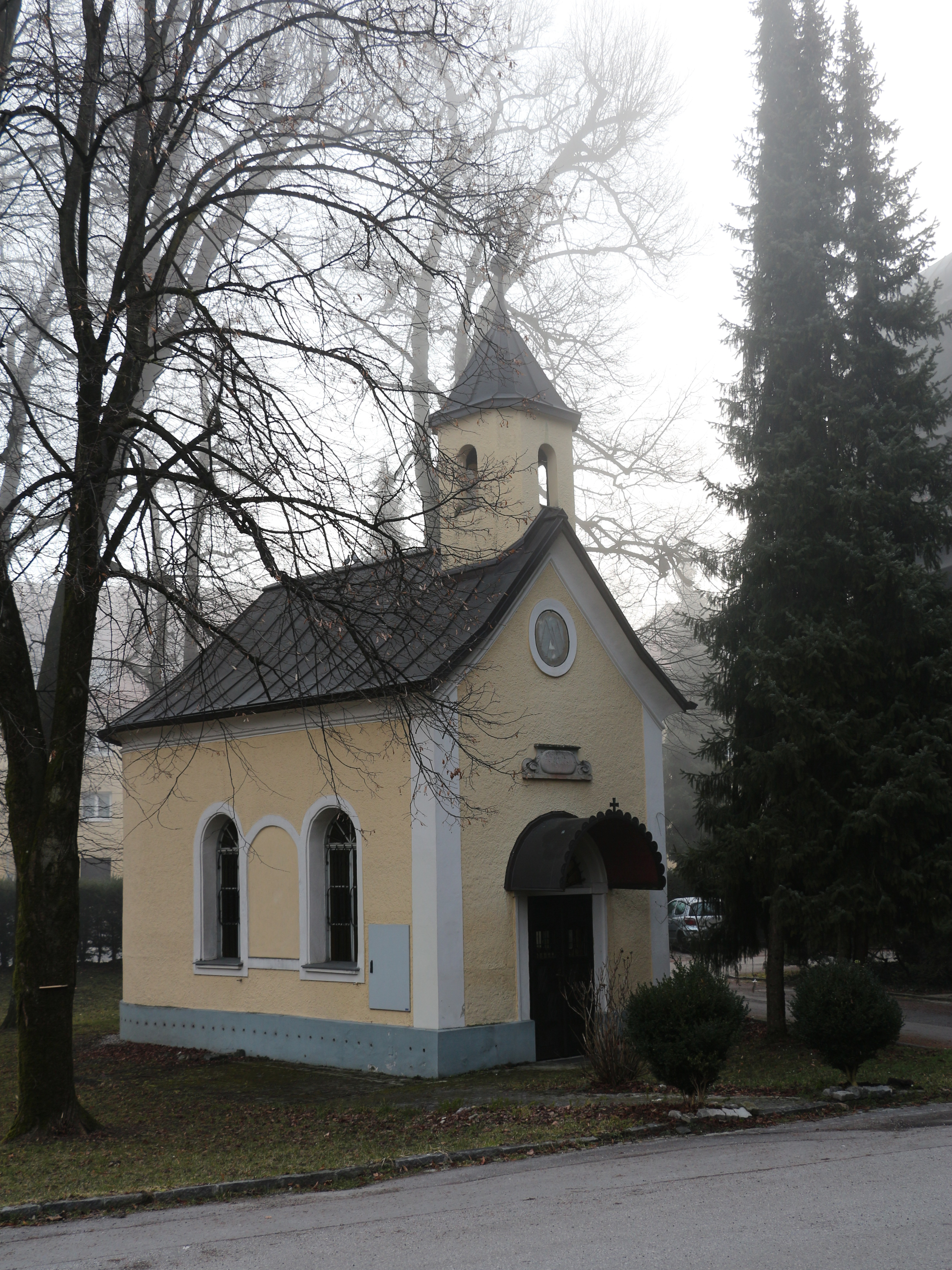
Philomena-Kapelle in Salzburg-Liefering

Die Philomena-Kapelle ist eine Kapelle in der Katastralgemeinde Maxglan im Stadtteil Liefering zwischen der Christian-Doppler-Klinik (früher Landesnervenklinik) und der General Keyes Siedling an der Ignaz-Harrer-Straße gegenüber Haus Nr. 100 in der Stadt Salzburg. Sie liegt im Gebiet der Pfarre Maxglan, ist jedoch Eigentum der Christian-Doppler-Klinik. Sie wird punktuell von den umliegenden Pfarren genutzt (z. B. jährliche Philomena-Messe, Adventkranzsegnung, Speisenweihe).
Die Kapelle hl. Philomena unter dem Patronat der Christian-Doppler-Klinik steht unter Denkmalschutz (Listeneintrag) und ist eine Station des Lieferinger Kulturwanderwegs.

## Geschichte
Das einfache Kapellengebäude wurde um 1830 erbaut und um 1837 erweitert. Die Kapelle gehörte zum seinerzeitigen Guggenbichlergut. Man vermutet, dass sie an Stelle eines früher hier oder in unweiter Entfernung befundenen Weichbildkreuzes gebaut wurde. Solche Kreuze, die städtische Grenzen markierten, wurden oft zu religiösen Stellen umgedeutet und in der nächsten Umgebung durch Marterln, Wegkreuze und Kapellen ersetzt.
Die Philomena-Kapelle wurde 1839 mit einem Kreuzweg ergänzt. Bis 1904 bestand eine Lizenz zur Abhaltung von Messen. Als die um 1887/1888 nach Salzburg zugewanderten Herz-Jesu-Missionare noch nicht das nicht allzu weit entfernte Schlossbauerngut als Missionshaus erworben hatten, haben sie zeitweise hier ihre Messen abgehalten. Früher in der Kapelle vorhandene Votivgaben und Votivtafeln zeugten von reger lokaler Wallfahrt zur Kapelle.

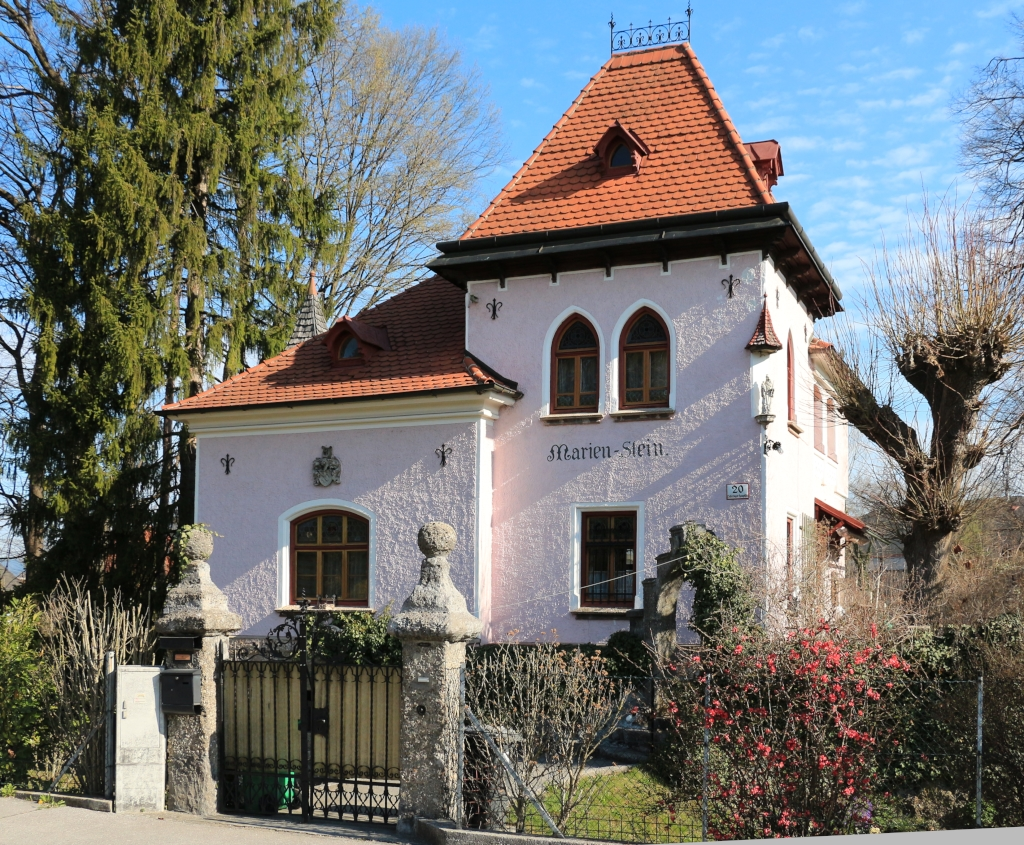
Villa Marienstein

Die Gründe des Guggenbichlerguts gingen um 1895 in den Besitz einer Anna Fäustle über, ihre gleichnamige Tochter verkaufte das gesamte Gelände wieder 1902 an die Salzburger Landesregierung. Es wurde zur Erweiterung der angrenzenden und 1898 eröffneten Neuen Landes-Irrenanstalt, der heutigen Christian-Doppler-Klinik verwendet. In der Kapelle befindet sich ein Gedenkstein an Anna Fäustle, auf dem Gelände der Klinik steht noch heute die denkmalgeschützte Villa Fäustle.
1904 erlosch die Messlizenz, und die kirchlichen Geräte sowie die Glocke und der Altarstein wurden in die Hauskapelle der nahe gelegenen und 1904 errichteten Villa Marien-Stein an der Lieferinger Hauptstraße verbracht. Die Verwaltung der Christian-Doppler-Klinik ließ die Philomena-Kapelle 1932 und 1946 renovieren. Eine neuerliche Instandsetzung erfolgte durch private Initiative 1960. 2002 wurde die Fassade der Kapelle durch die Christian-Doppler-Klinik erneuert und das Bauwerk neu eingedeckt.

## Baubeschreibung und Ausstattung

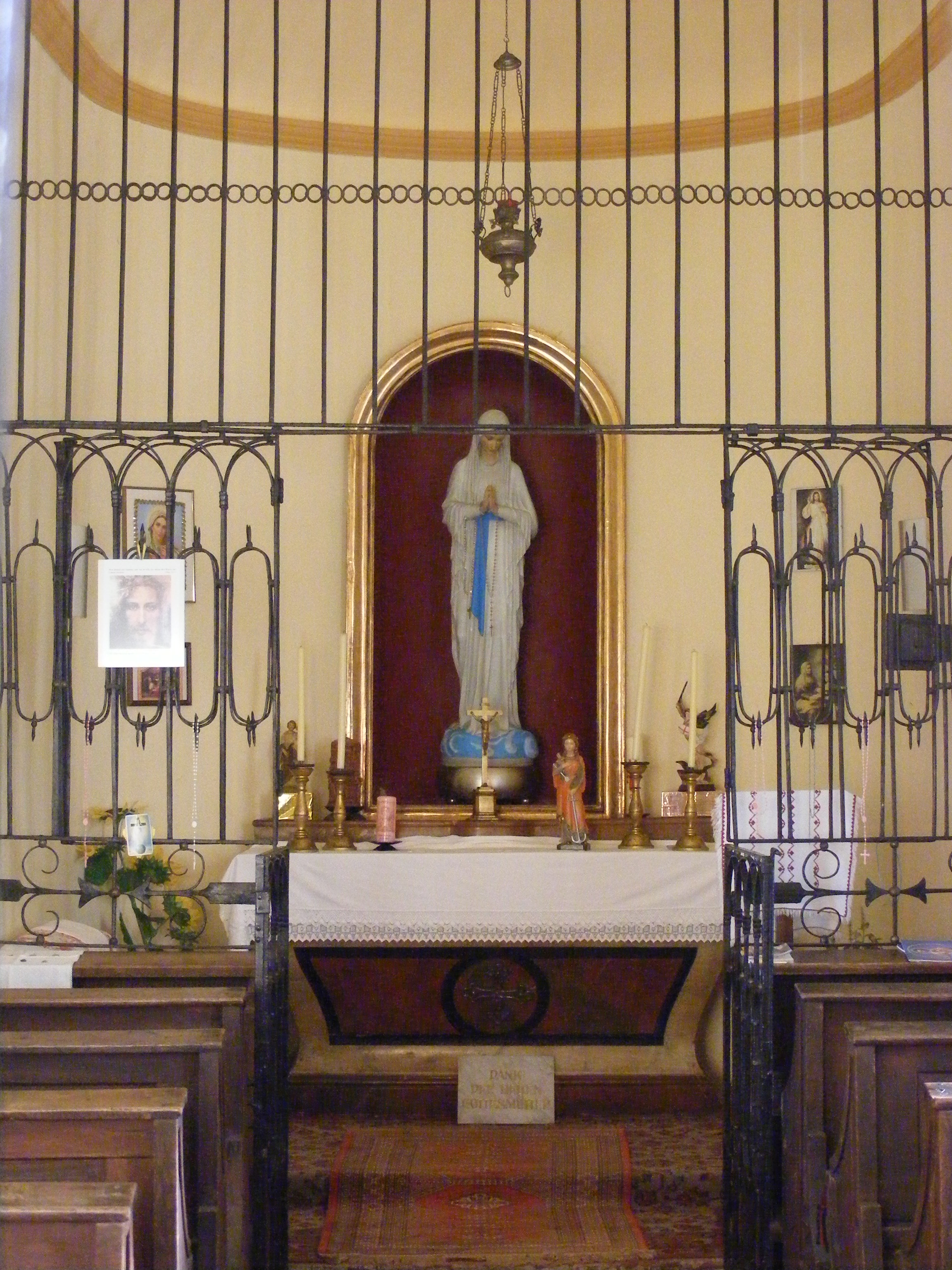
Innenraum

Die Kapelle ist ein schlichter Bau mit Rundapsis, Satteldach und Giebelreiter mit einem flachbogigen Tonnengewölbe. Das Schmiedeeisengitter aus der Bauzeit vor dem Altar ist original erhalten. Über der Tür ist ein „marmorner Spruchschild und Maria-Plain-Bild (Blech)“, das heute die Abbildung nicht mehr zeigt.
Das Innere ist folgendermaßen gestaltet: „Über dem Schiff und dem einspringenden rundbigigen Abschluss flachbogiges Gewölbe. Vor der Apsis schmiedeeisernes Gitter. Fußboden aus quadratischen, roten und weißen Marmorplatten.“ Zur Einrichtung gehörte ursprünglich eine nicht mehr dort befindliche Holzstatue des gegeißelten Heilandes; die heutige Marienstatue in der Kapelle stammt von 1960.

Eine Gedenkschrift in der Kapelle enthält die Mahnung: 

„Mögen alle, die in den Nöten des Lebens hierher kommen, Trost finden. Mögen aber auch jene, die anderen Sinnes sind, dessen eingedenk sein, dass diese Kapelle vielen ihrer Mitmenschen lieb und teuer ist, und sie vor jeder Beschädigung bewahren.“